# 加奇薩蘭
加奇薩蘭是伊朗的城市，位於該國西南部札格羅斯山脈西部，由科吉盧耶－博韋艾哈邁德省負責管轄，距離首府亞蘇季80公里，海拔高度736米，2006年人口81,902。

## 圖片集

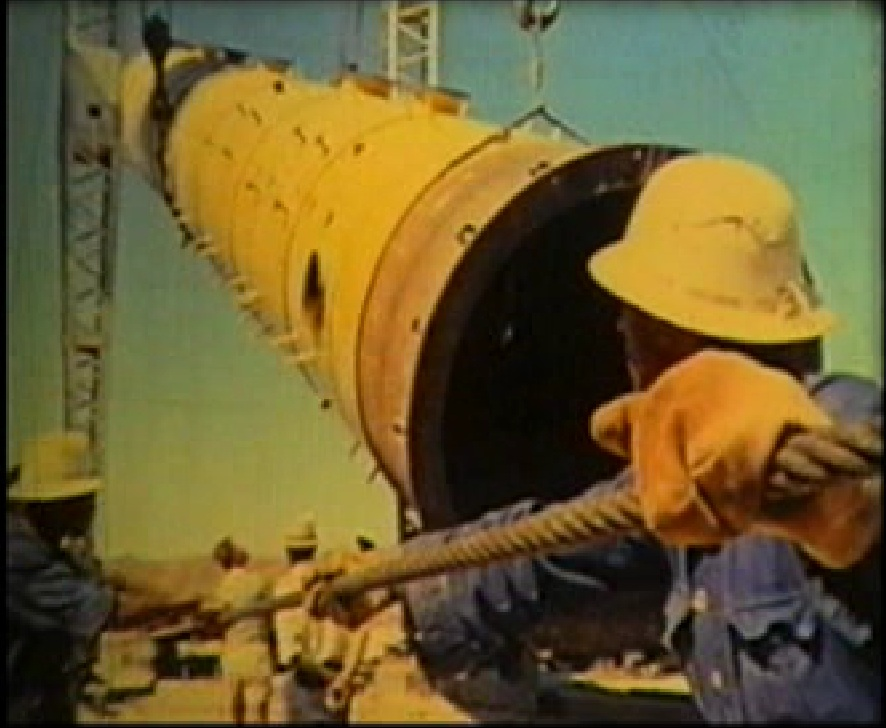
1957年，加奇薩蘭一家石油公司的英國員工
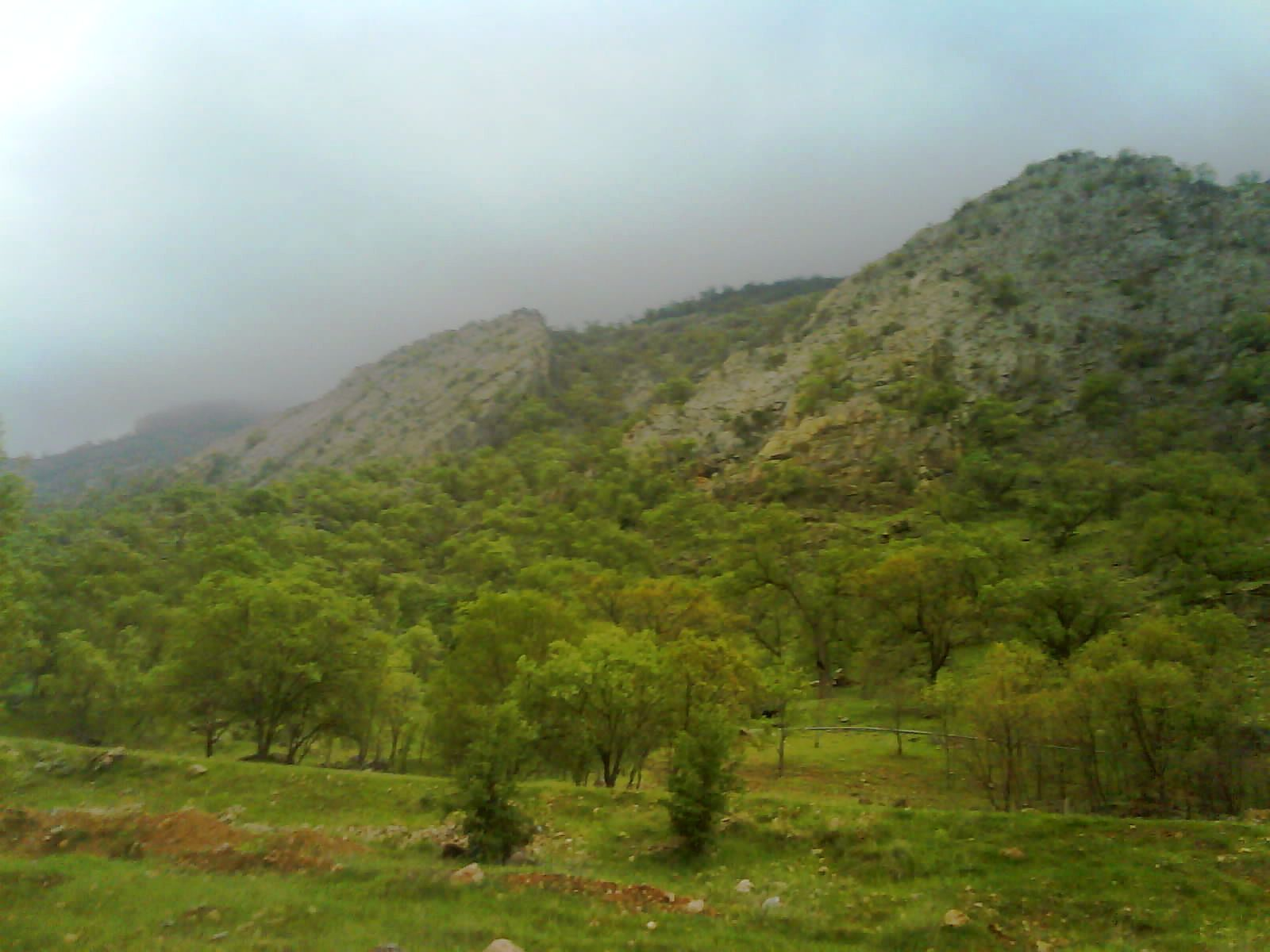
丹格德爾，加奇薩蘭市郊
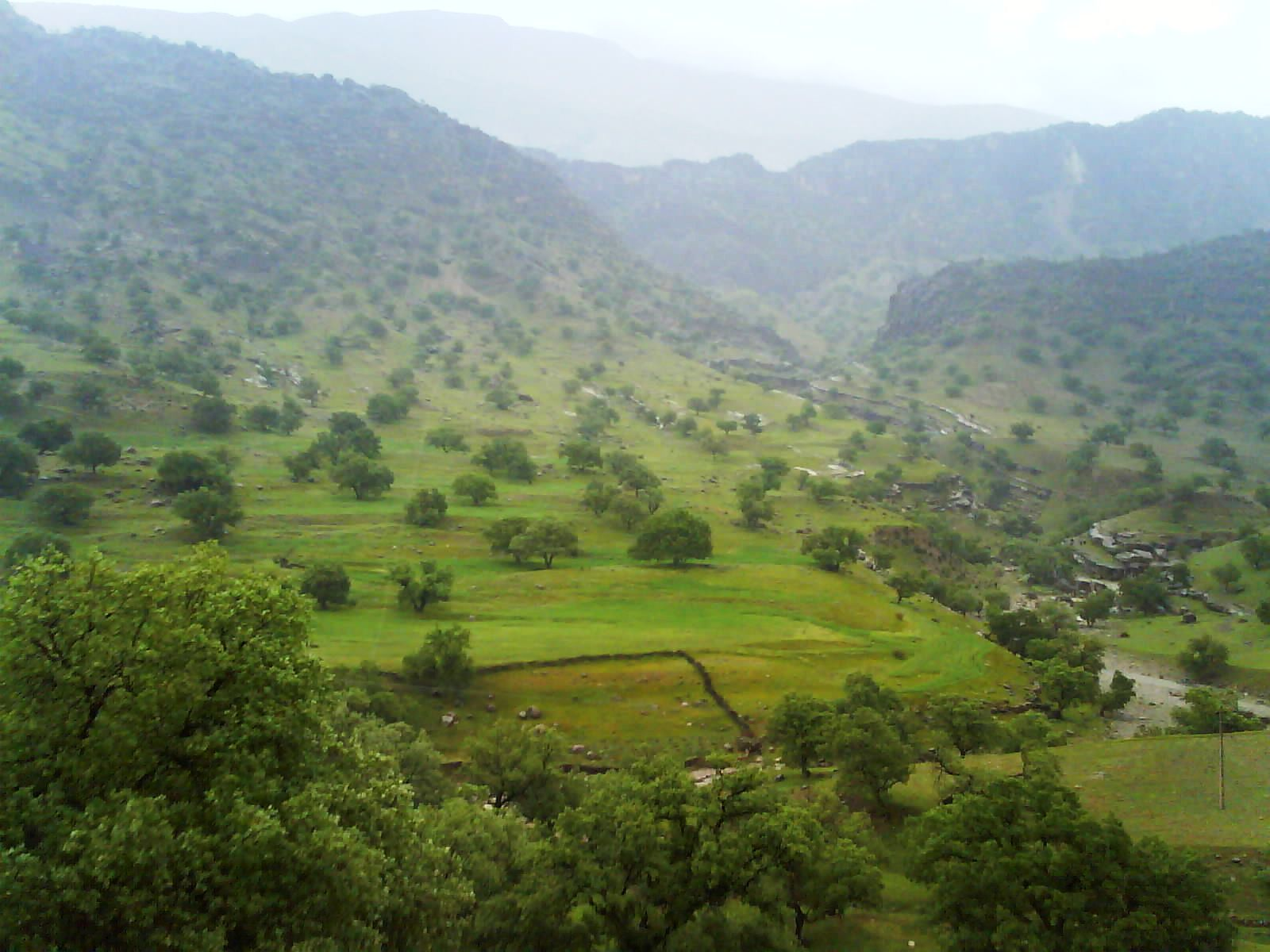
巴拉巴爾，加奇薩蘭市郊
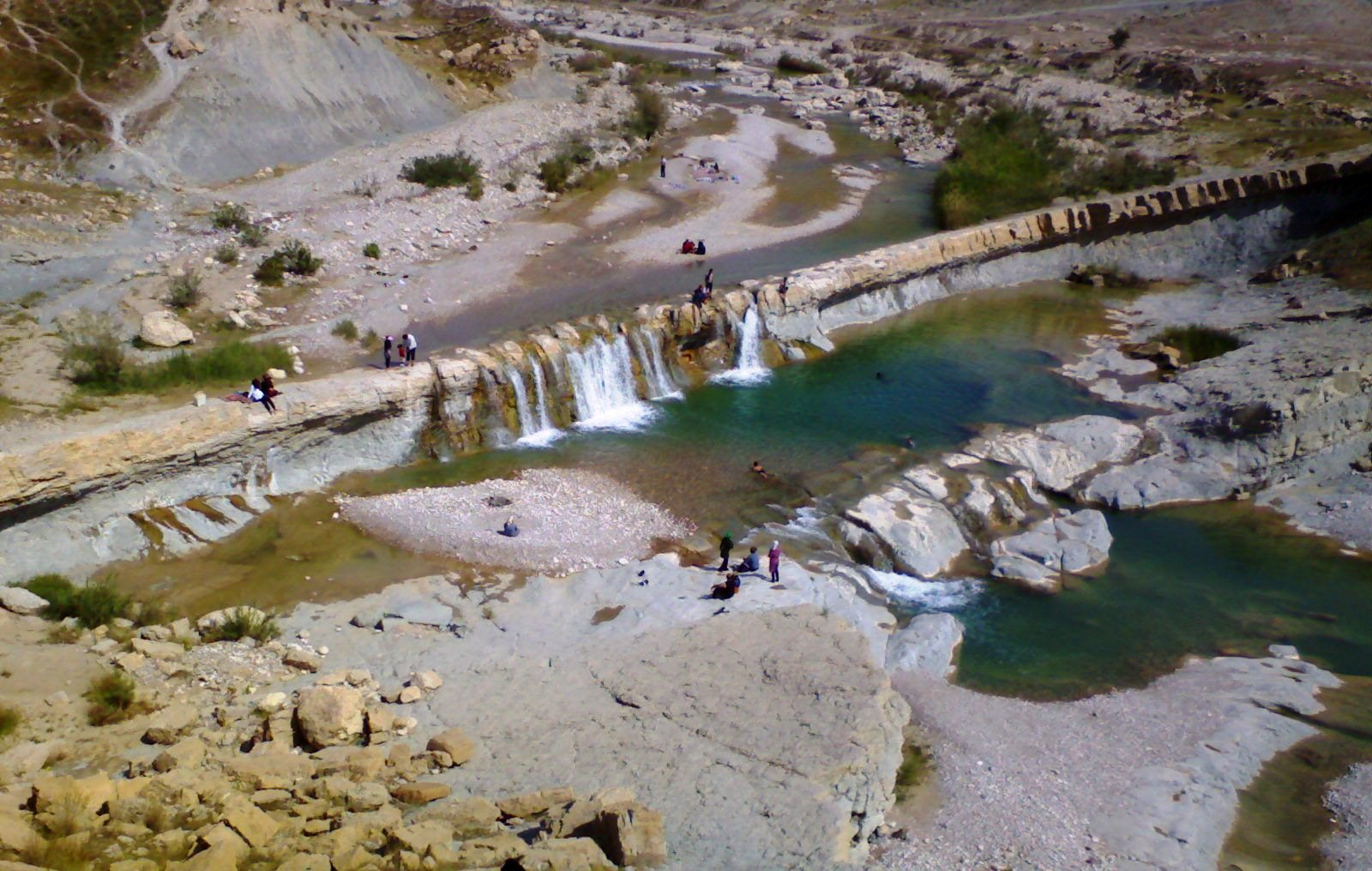
多貢巴丹的凱萬瀑布
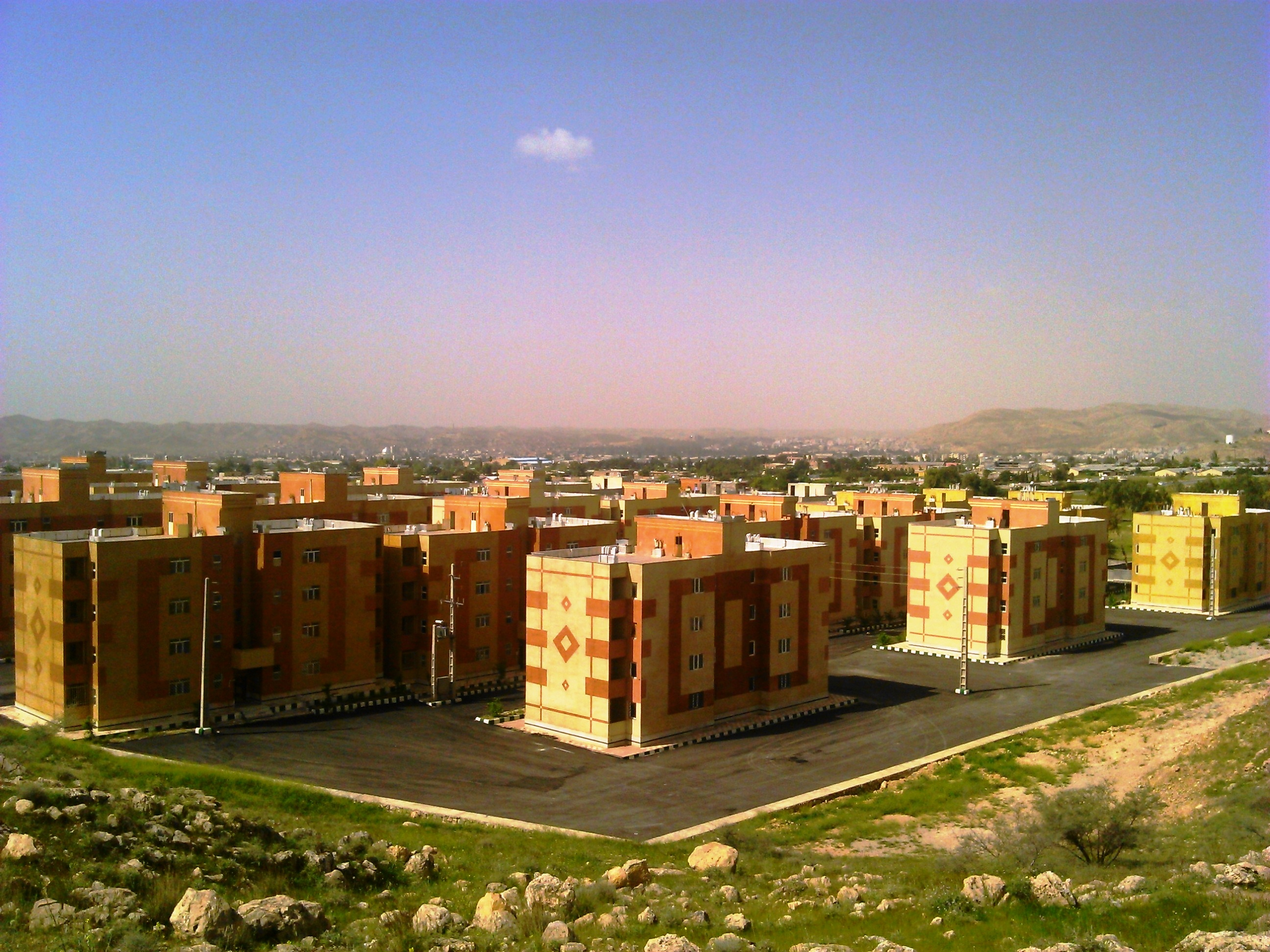
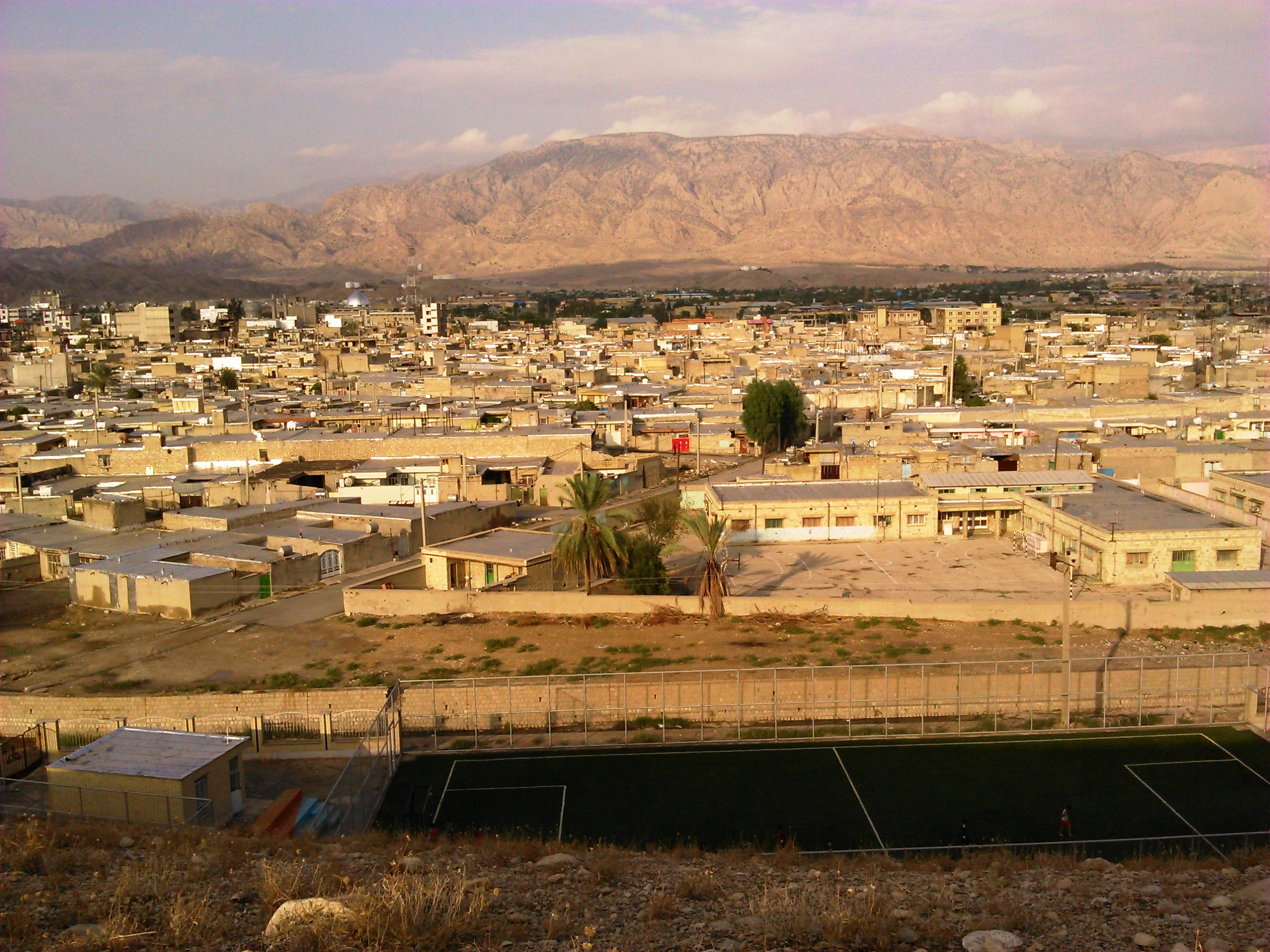
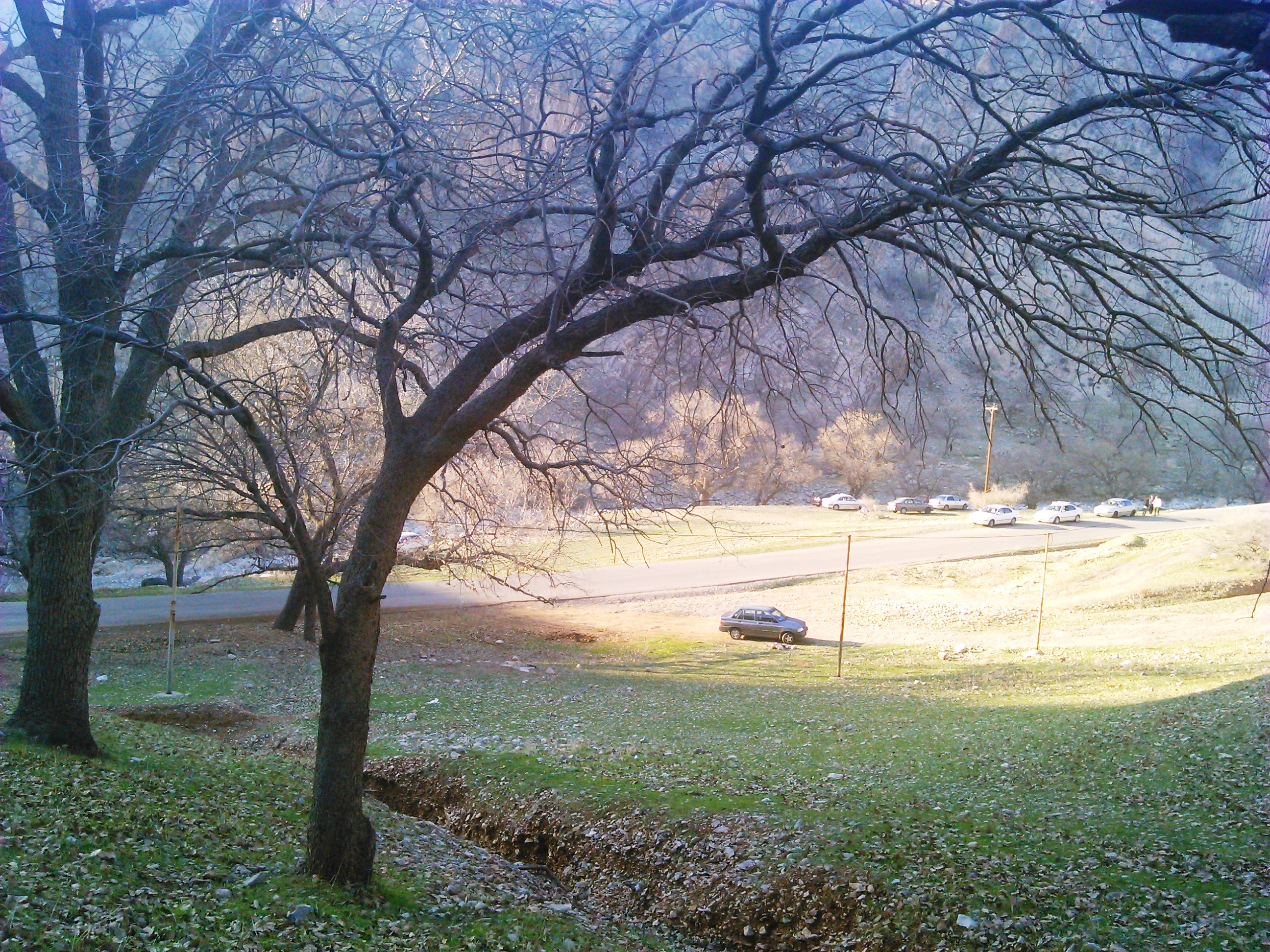
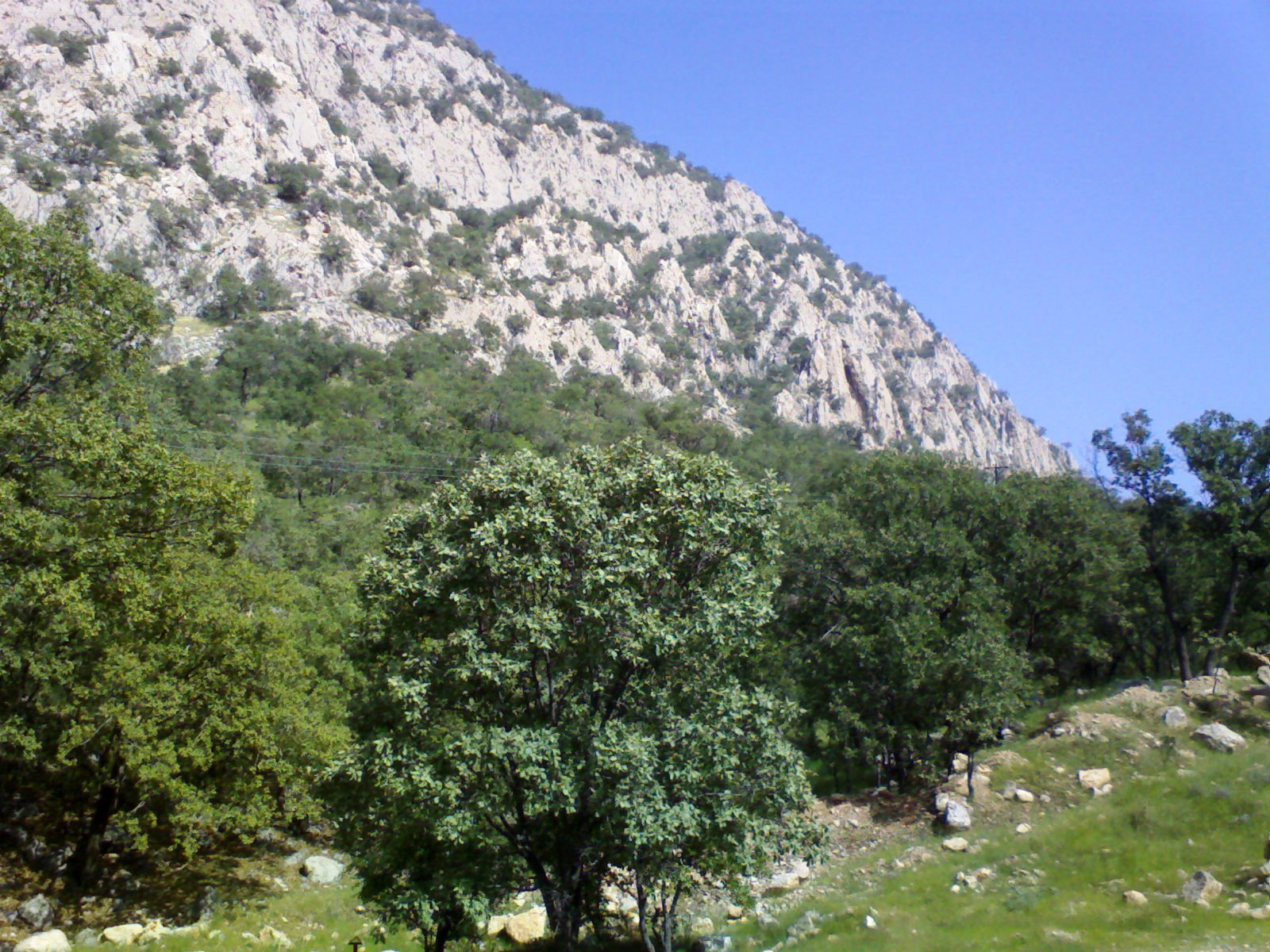
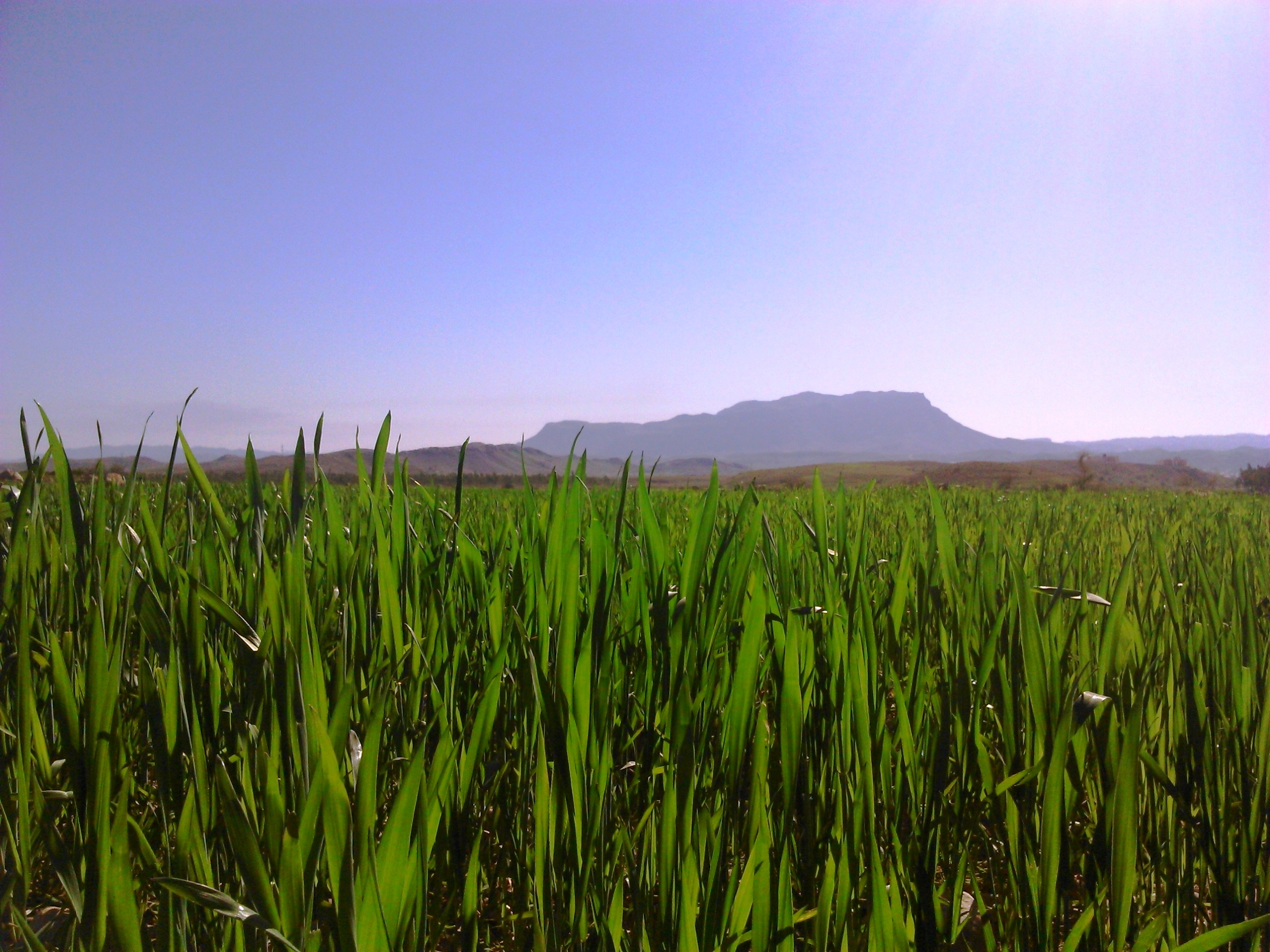

## 外部連結
- Gachsaran cultural site（页面存档备份，存于）
- Gachsaran Daily News Website（页面存档备份，存于）